# Slavoljub Slava Ković
Slavoljub Slava Ković (Bogatić, 21 agosto 1924 – Šabac, 10 gennaio 1942) è stato un partigiano jugoslavo di etnia serbo-bosniaca, giustiziato all'età di 17 anni dalle forze di occupazione tedesche durante l'invasione della Jugoslavia, dopo avergli inciso una stella sulla fronte con il coltello.

## Biografia
Nacque il 21 agosto 1924 a Bogatić, in una famiglia povera. Quando aveva solo tre anni, suo padre morì, il che peggiorò ulteriormente la sua infanzia difficile. A causa delle difficili condizioni di vita era malnutrito e per questo iniziò la scuola elementare con due anni di ritardo. Dopo aver terminato la scuola, poco prima dello scoppio della seconda guerra mondiale, iniziò a studiare sartoria.
Nell'estate del 1941, dopo la liberazione di Bogatić, Slava Ković si unì a un distaccamento partigiano di Mačva. Poiché era troppo giovane per essere un combattente, lavorò come corriere e guardia, e nelle officine partigiane costruì bombe, riparò armi e cucì abiti.
Dopo la prima offensiva tedesca, nel dicembre 1941, venne catturato nel villaggio di Milina, sull'isola di Cer e portato insieme ad altri partigiani nel campo di Zabran, vicino a Šabac. Fu brutalmente torturato durante gli interrogatori nel campo, ma nonostante ciò si rifiutò di rivelare i nomi degli altri partigiani del suo gruppo e rivendicò di aver combattuto contro i tedeschi.
Quando la madre di Slava, Milica, e la sorella Olga, vennero a sapere che era stato catturato e si trovava in un campo a Šabac, cercarono di liberarlo chiedendo aiuto di un volksdeutsche che liberava i prigionieri dal campo in cambio di denaro, ma questo disse loro che non poteva liberare Slava Ković, perché era destinato ad essere fucilato in quanto sfidava costantemente chi conduceva gli interrogatori.
Nella tortura di Slava Ković si distinsero in modo particolare gli uomini Ljotić del Nono distaccamento volontario, che gli incisero sulla fronte una stella a cinque punte con un coltello. Fu giustiziato all'età di 17 anni, il 10 gennaio 1942 a Šabac, insieme a un gruppo di prigionieri.

## Eredità e commemorazione
Dopo la fine della guerra, la storia di Slava Ković cadde nell'oblio. La sua fotografia con una stella a cinque punte incisa sulla fronte, scattata poco prima della sua esecuzione, fu ritrovata negli archivi del campo di Zabran. Solo verso la fine degli anni '70 la sua identità fu rivelata e i media parlarono del giovane partigiano.
All'inizio degli anni '80, la Giunta comunale SUBNOR di Bogatić nominò Slava Ković eroe nazionale. Fu quindi lanciata un'iniziativa per erigere un busto commemorativo in suo onore all'interno del complesso commemorativo "Boško Buha", a Jabuka, vicino a Prijepolje. Nel settembre 1983 il busto commemorativo fu posto di fronte all'edificio, ad opera dello scultore Drinka Radovanović.
Il busto di Slava Ković fu posto nelle immediate vicinanze del busto dell'eroe nazionale Boško Buha, poiché erano compagni nel distaccamento partigiano di Mačva nell'estate del 1941.
Oggi una strada e una scuola materna a Bogatić sono state intitolate in onore di Slava Ković. Davanti alla scuola è stato eretto anche un busto commemorativo.
Il poeta Ljubivoje Ršumović, ispirato dalla storia della vita di Slava Ković, scrisse "Poesia sul silenzio".